# Чобан-Кулле (річка)
Чобан-Куле-Узень, Чобан-Куле-Озен (крим. Çoban Qule Özen) — невелика річка на південно-східному березі Криму, в східній частині Головного пасма Кримських гір. Названа по середньовічному замку Чобан-Куле, поблизу якого впадає в море.

## Географія
Довжина річки 7,5 км, площа водозбору 18,4 км. Початок річки — джерело Чобан-Куле-Чокрак, на південно-східному схилі Головної гряди Кримських гір, біля вершини Чок-Сари-Каязіл-Кая. У деяких джерелах верхів'ї Чебан-Куле носить назву Тюз-Ерлер, в середній течії — Юртин-Узень. Річка маловодна, має стік тільки навесні і після злив, характерні селеві паводки. Впадає в Чорне море в чотирьох кілометрах на захід від села Морське, біля мису Чобан-Куле.